# باد نندورف
شهر باد نندورف در ایالت نیدرزاکسن در کشور آلمان واقع شده است.